# Trimezia fosteriana
Trimezia fosteriana är en irisväxtart som beskrevs av Julian Alfred Steyermark. Trimezia fosteriana ingår i släktet Trimezia och familjen irisväxter. Inga underarter finns listade i Catalogue of Life.